# 葉脈曲張病毒屬
葉脈曲張病毒屬（Varicosavirus），是病毒的一属。代表種是萵苣大葉脈聯合病毒(Lettuce big-vein associated virus)。
名稱來源：“Vari”從拉丁語靜脈曲張(varix)，異常的擴張(abnormal dilatation)或一條靜脈或者動脈和指類型種類的主要症狀(symptom徵候,徵兆)的擴大。